# Cementerio de San Mauro

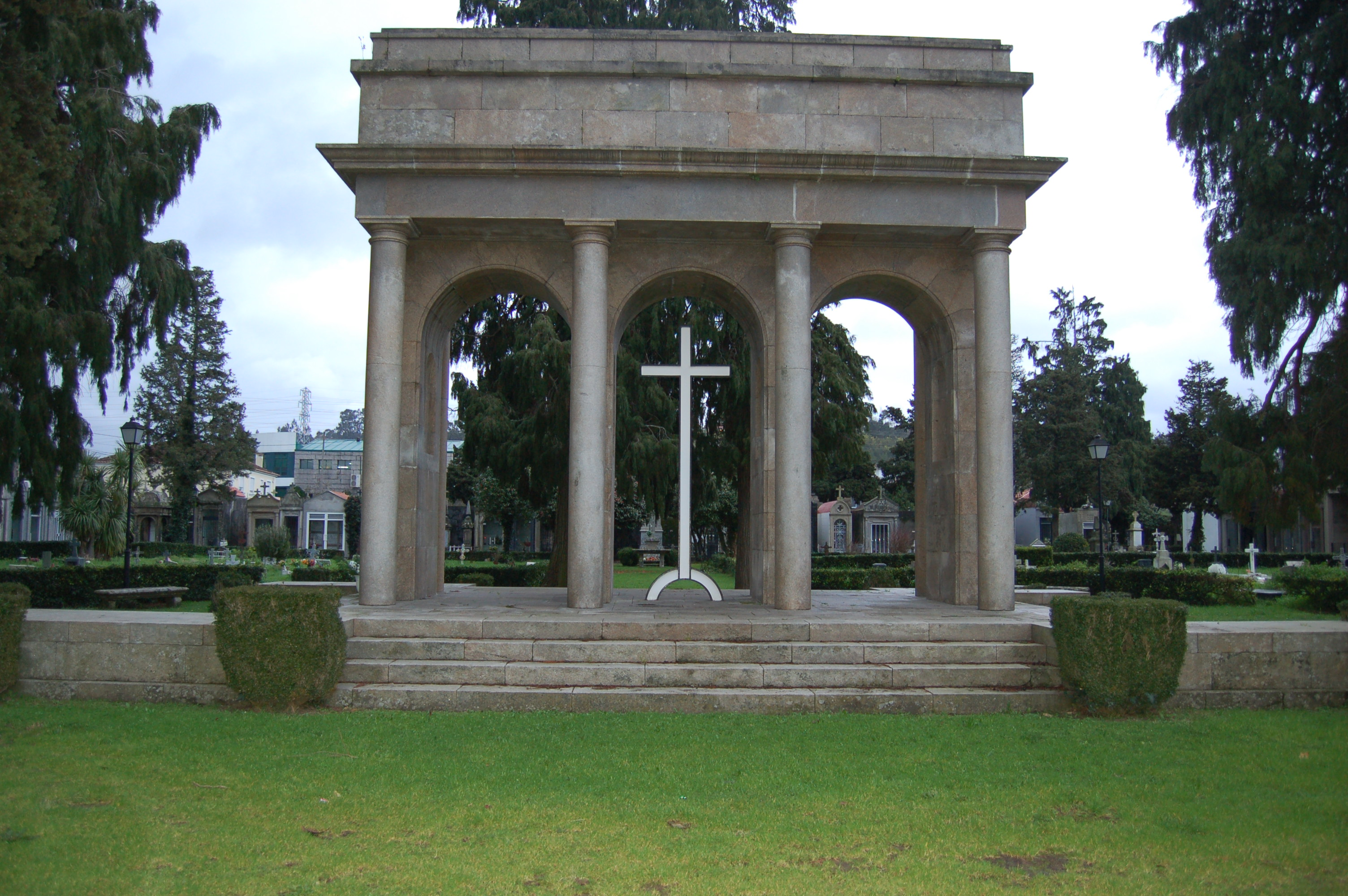
Panteón Central

El Cementerio de San Mauro es un cementerio situado en la parroquia de Mourente, en el municipio español de Pontevedra. Es el cementerio más grande de todo el municipio y el cementerio de referencia de la capital pontevedresa.

## Historia
Fue diseñado en 1879 por el arquitecto municipal Alejandro Rodríguez Sesmero e inaugurado el 29 de septiembre de 1882. El primer personaje célebre enterrado en él fue el escritor pontevedrés Andrés Muruais, quien falleció días después de la inauguración del recinto.
En 2012 el Ayuntamiento de Pontevedra puso en marcha un programa de visitas guiadas al cementerio.

## Personajes ilustres
Algunos personajes ilustres enterrados en el cementerio son los siguientes:
- Fernando Sarabia (1781-1849), militar y político.
- Andrés Muruais (1851–1882), escritor y periodista.
- Indalecio Armesto (1838–1890), escritor, periodista, jurista, filósofo y político.
- Jesús Muruais (1852-1903), escritor y periodista.
- Eduardo Vincenti (1857-1924), político.
- Perfecto Feijoo (1858-1935), farmacéutico y musicólogo.
- Alexandre Bóveda (1903-1936), intelectual y político.
- José Adrio Barreiro (1910-1936), abogado y político.
- Celestino Poza Cobas (1868–1954), maestro, médico y político.
- Antonio Iglesias Vilarelle (1891-1971), docente y músico.
- Francisco Javier Sánchez Cantón (1891–1971), historiador.
- Luís Amado Carballo (1901-1927), periodista y poeta.
- Manuel Cuña Novás (1924-1992), escritor y político.
- Antonio Heredero (1918-2008), pintor.
- Celestino López de Castro (1860-1934), médico.

## Galería de imágenes
|                             |
| Sepulcro de Perfecto Feijoo |

|        |
| Nichos |

|                                                     |
| Homenaje a Celestino Poza, Aurora Poza y José Adrio |

|                           |
| Sepulcro de Jesús Muruais |